# Seabra
Seabra este un oraș în statul Bahia (BA) din Brazilia.